# .mail
.mail és un domini de primer nivell genèric proposat per The Spamhaus Project el 2004, però no aprovat per la ICANN. El seu propòsit és permetre identificar i acceptar correus electrònics de fonts fiables de manera fàcil.

## Funció principal
El .mail intentaria reduir el problema del correu no desitjat, mitjançant una llista de dominis autenticats com a no pertanyents a spammers coneguts i proporcionant informació de contacte verificada. Aquest domini de primer nivell genèric contindria l'adreça dels servidors utilitzats per a enviar correus electrònics. Un domini .mail només podria ser registrat per algú que ja disposés d'un domini en un altre domini de primer nivell que hagi estat operatiu durant sis mesos, i que tingui la informació WHOIS verificada. L'estructura del domini .mail consisteix en noms de domini existents amb el nou domini de primer nivell afegit, com ara example.net.mail, associat a example.net. A diferència d'altres dominis, el .mail no estaria totalment sota control del registrant, sinó que aniria a un servidor d'accés públic on poder trobar l'estat i la informació de contacte. Així, queixes per dolent@servidor1.example.net.mail anirien a una organització que controlés les queixes de correus no desitjats i revoqués els noms registrats a spammers. El programari de filtratge de correus electrònics també podrien consultar l'adreça .mail associada a un missatge i rebutjar-lo si l'adreça ha estat revocada.

## Funció secundària
El .mail proporcionaria un mètode per augmentar la fiabilitat de la infraestructura de correu electrònic. Podria ser estès per a protegir infraestructura de missatgeria que no fos de correu electrònic i proporcionaria informació important en la investigació d'actes com ara el phishing. També facilitaria a les entitats responsables la capacitat de proporcionar millors serveis de correu anònim.

## Aspectes de seguretat
El .mail va ser dissenyat per resistir atacs d'adversaris. Els directors, oficials i personal proposat, incloïen veterans amb experiència amb contrastada reputació per representar activament tota la comunitat. Estratègies legals, contractes i clàusules d'arbitratge curosament preparades el protegirien legalment. Així mateix es va fer un balanç d'ingressos i despeses projectades per tal d'assegurar la seva viabilitat. Els gegants de la indústria com VeriSign i eNom van ser triats per a assegurar les accions tècniques de cara a certs atacs.